# Les Planes d’Hostoles
Les Planes d'Hostoles – gmina w Hiszpanii, w prowincji Girona, w Katalonii, o powierzchni 36,97 km². W 2011 roku gmina liczyła 1701 mieszkańców.